# 28e cérémonie des Filmfare Awards
La 28e cérémonie des Filmfare Awards s'est déroulée en 1981 à Bombay en Inde.

## Palmarès
| Catégorie                                 | Lauréat |
| ----------------------------------------- | --- |
| Meilleur film                             | Khubsoorat - produit par Hrishikesh Mukherjee et N.C. Sippy - réalisé par Hrishikesh Mukherjee - avec Ashok Kumar, Rekha et Rakesh Roshan |
| Meilleur réalisateur                      | Govind Nihalani (Aakrosh) |
| Meilleur acteur                           | Naseeruddin Shah (Aakrosh) |
| Meilleure actrice                         | Rekha (Khubsoorat) |
| Meilleur acteur dans un second rôle       | Om Puri (Aakrosh) |
| Meilleure actrice dans un second rôle     | Padmini Kolhapure (Insaf Ka Tarazu) |
| Meilleure prestation dans un rôle comique | Kesto Mukherjee (Khubsoorat) |
| Meilleur compositeur                      | Laxmikant - Pyarelal (Karz) |
| Meilleur parolier                         | Sampooran Singh Gulzar pour « Hazaar Rahen Mudke Dekhin » (Thodisi Bewafaii)                                                              |
| Meilleur chanteur de playback             | Kishore Kumar pour « Hazaar Rahen Mudke Dekhin » (Thodisi Bewafaii)                                                                       |
| Meilleure chanteuse de playback           | Nazia Hassan pour « Aap Jaisa Koi » (Qurbani)                                                                                             |
| Meilleure histoire                        | Vijay Tendulkar (Aakrosh) |
| Meilleur scénario                         | Vijay Tendulkar (Aakrosh) |
| Meilleurs dialogues                       | - |
| Meilleure photographie                    | S.M. Anwar (Shaan) |
| Meilleure direction artistique            | C.S. Bhatti (Aakrosh) |
| Meilleur son                              | - |
| Meilleur montage                          | - |

## Récompenses des critiques
| Catégorie     | Lauréat                                                  |
| ------------- | -------------------------------------------------------- |
| Meilleur film | Albert Pinto Ko Gussa Kyon Ata Hai de Saeed Akhtar Mirza |